# Das war in Heidelberg in blauer Sommernacht (Film)
Das war in Heidelberg in blauer Sommernacht ist ein 1926 entstandener deutscher Stummfilm von Emmerich Hanus mit Fritz Alberti und Walter Slezak in den Hauptrollen.

## Handlung
Der junge Walter Liningen reist, mit dem Segen seines Vaters, nach Heidelberg, um dort zu studieren. Eine günstige Unterkunft findet er im Haus des Gutsbesitzers Wagner. Rasch hat es ihm die hübsche Gutsbesitzertochter Grete angetan. Das Glück der beiden jungen Leute währt nicht lang, denn bald drängt sich die mondäne, oberflächliche und berechnende Hertha von Helling in deren Beziehung. Liningen vernachlässigt dank der Aktivitäten dieser Circe zunächst sein Studium und dann auch noch seine weizenblonde Liebe.
Hochverschuldet gibt er schließlich sein Studium auf und wird von Hertha von Helling, die an einem verarmten Liebhaber nicht interessiert ist, fallen gelassen. Pleite und auf der Straße sitzend verlässt er Heidelberg in Richtung Berlin und versucht sich dort seinen Lebensunterhalt als Lautenspieler in einem Kabarett zu verdienen. Hierbei zeigt er allerdings einiges Talent und mit seinem Lied Das war in Heidelberg in blauer Sommernacht gelangt er schließlich sogar zu Ruhm. Daraufhin kehrt auch Hertha von Helling zu ihm zurück, doch jetzt endlich weiß er, was er verspielt und verloren hat. Geläutert kehrt er nach Heidelberg zu seiner geliebten Grete zurück.

## Produktionsnotizen
Das war in Heidelberg in blauer Sommernacht entstand im Oktober 1926 mit Außenaufnahmen vor Ort in Heidelberg. Der Film passierte am 2. Dezember desselben Jahres die Zensur und wurde am 8. Februar 1927 in Berlins UFA-Theater Weinbergsweg uraufgeführt. Die Länge des für die Jugend verbotenen Sechsakters betrug 2395 Meter.
Willi A. Herrmann gestaltete die Filmbauten.

## Kritik
Das Linzer Tagblatt resümierte: „Es ist zu betonen, daß dieser Film die herrlichsten und romantischsten Aufnahmen bietet, gut inszeniert ist, und somit das Publikum aufs vollste befriedigt.“